# Ґіл Нортон
Ґіл Нортон (англ. Gil Norton) — британський музичний продюсер.
Ґіл Нортон народився та виріс в Ліверпулі. З дитинства він хотів бути звукоінженером або оператором на телебаченні. Його першим місцем роботи стала ліверпульська студія Amazon Studios. Одним з перших колективів, з яким він працював, був місцевий рок-гурт Echo & the Bunnymen. Надалі він продюсував багато альбомів для гуртів альтернативного року та постпанку, серед яких Foo Fighters, Counting Crows, Feeder, Pixies, Marmozets, Band of Skulls, Joan of Arc та Jimmy Eat World.
2014 року Нортон назвав 16 визначних альбомів, над якими він працював протягом своєї кар'єри.
- 1984 — Echo & the Bunnymen — Ocean Rain
- 1986 — Throwing Muses[en] — Throwing Muses
- 1989 — Pixies — Doolittle
- 1990 — The Blue Aeroplanes[en] — Swagger
- 1990 — Pixies — Bossanova (1990)
- 1992 — Del Amitri[en] — Change Everything
- 1993 — Belly[en] — Star
- 1995 — Catherine Wheel[en] — Happy Days
- 1996 — Counting Crows — Recovering The Satellites
- 1997 — Foo Fighters — The Colour And the Shape
- 2000 — Патті Сміт — Gung Ho
- 2004 — Jimmy Eat World — Futures
- 2007 — Foo Fighters — Echoes, Silence, Patience & Grace
- 2012 — Pulled Apart by Horses[en] — Tough Love
- 2013 — AFI — Burials
- 2014 — Pixies — Indie Cindy